# Індра (станція)
Індра (лат. Indra) — прикордонна залізнична станція Латвійської залізниці. Розташована на лінії Даугавпілс — Полоцьк у селі Індра Краславського краю, Латвія, на кордоні з Білоруссю. 

## Історія
Станцію Бальбіново відкрито 1868 року разом із відкриттям лінії Даугавпілс — Полоцьк. Під час Першої світової війни для забезпечення російської імператорської армії від станції Бальбінова до берега Західної Двіни (с. Пієдруя) було збудовано ширококолійну залізничну колію, яка через тимчасовий міст через річку з’єднувалася з вузькоколійною залізницею до Друї.
Дільницю Індра — Пієдруя демонтували в 1920-х роках. 1921 року станцію перенесли до Індри. У 1926–1927 роках до початкової будівлі станції за проєктом архітектора Лідії Гофмане-Грінберга звели прибудову. 1927 року з ініціативи начальника станції поруч із будівлею облаштували квітковий сад із клумбою у формі залізничника. Під час Другої світової війни будівлю станції було зруйновано. Нову будівлю прикордонної станції збудували 2003 року.
2000 року на дільниці Даугавпілс — Індра припинено рух дизель-поїздів, а 2007 року скасовано пасажирський поїзд Рига — Гомель.
6 червня 2017 року на станції Індра зупинився експрес, присвячений сторіччю Латвії.
До пандемії коронавірусу на станції Індра зупинявся міжнародний пасажирський поїзд Рига — Мінськ. 
29 жовтня 2021 року Міністерство транспорту ухвалило рішення про продовження окремих рейсів маршруту Рига — Краслава до Індри. Виконання цих рейсів розпочалося 16 грудня 2021 року.

## Пасажирське сполучення
Станція є кінцевою для дизель-поїздів Рига — Індра (2 пари на тиждень): поїзди з Риги прибувають щочетверга та щоп’ятниці ввечері, а у зворотному напрямку відправляються щоп’ятниці та щосуботи вранці. Квиткова каса на станції не працює.

## Громадський транспорт
Біля станції розташована зупинка, звідки вирушають автобуси до Краслави та Даугавпілса, що проходять через населені пункти на південь від Індри.